# A holtak nem halnak meg
A holtak nem halnak meg (eredeti cím: The Dead Don't Die) 2019-es amerikai horror filmvígjáték, amelyet Jim Jarmusch írt és rendezett. A főbb szerepekben Bill Murray, Adam Driver, Chloë Sevigny, Steve Buscemi, Tilda Swinton, Tom Waits, Danny Glover, Caleb Landry Jones, Rosie Perez, Iggy Pop, Carol Kane, Austin Butler és Selena Gomez látható.
A film világpremierje 2019. május 14-én volt a cannes-i fesztiválon. Észak-Amerikában 2019. június 14-én került a mozikba a Focus Features forgalmazásában, és 15,3 millió dollárt hozott a jegypénztáraknál. Általánosságban vegyes véleményeket kapott a kritikusoktól.

## Cselekmény
Centerville egy nyugodt kisváros, ahol általában nagyon kevés a bűnözés. A helyi rendőrök, Cliff Robertson, Ronald "Ronnie" Peterson és Minerva "Mindy" Morrison idejük nagy részét Miller gazda és Remete Bob vitáinak rendezésével töltik. Szintén Centerville-ben él és dolgozik Bobby Wiggins, aki egy benzinkutat üzemeltet, amely egyben képregénybolt is, a szerelő Hank Thompson, a Fern és Lily által fenntartott helyi étterem törzsvendége, valamint a temetkezési vállalkozó Zelda, aki állítólag Skóciából származik, és szokatlan érzékkel rendelkezik a holttestek helyreállításához szükséges, a halál utáni sminkek terén.
Centerville-ben hirtelen furcsa dolgok történnek. Már nem sötétedik, pedig az órák szerint a napnak már le kellett volna nyugodnia. Nemrég elhunyt emberek, mint például Mallory O'Brien, életjeleket mutatnak, és más halottak is feltámadnak a sírjukból. Cliff, Ronnie és Mindy minden erejükkel azon vannak, hogy megszabaduljanak az élőhalottaktól, Zeldának pedig megvan a maga módszere, mivel rendkívül ügyesen bánik a szamurájkardjával. A kisvárosban bolyongó élőhalottak arra vágynak, amit életükben is szerettek – így az egyik zombi Chardonnay-t, a másik pedig kávét igényel. A város lakói egymás után esnek áldozatul a zombiknak, Zeldáról kiderül, hogy egy földönkívüli, akit Cliff és Ronnie szeme láttára vesz fel egy űrhajó, és eltűnik. Cliff és Ronnie kiszállnak az autóból, és megölik a zombikat, köztük Bobbyt, Millert, Dannyt, Hanket és Mindyt. Remete Bob az erdőből távcsövön keresztül figyeli, ahogy a zombik elözönlik Cliffet és Ronnie-t, és azon siránkozik, milyen szörnyű hely a világ.

## Szereplők
| Szerep                      | Színész            | Magyar hang        |
| --------------------------- | ------------------ | ------------------ |
| Cliff Robertson rendőrfőnök | Bill Murray        | Harsányi Gábor     |
| Ronnie Peterson rendőrtiszt | Adam Driver        | Dévai Balázs       |
| Zelda Winston               | Tilda Swinton      | Kiss Eszter        |
| Mindy Morrison rendőrtiszt  | Chloë Sevigny      | Mezei Kitty        |
| Frank Miller                | Steve Buscemi      | Epres Attila       |
| Hank Thompson               | Danny Glover       | Forgács Gábor      |
| Zoe                         | Selena Gomez       | Bogdányi Titanilla |
| Jack                        | Austin Butler      |                    |
| Bobby Wiggins               | Caleb Landry Jones | Berkes Bence       |
| Posie Juarez                | Rosie Perez        |                    |
| Dean                        | RZA                |                    |
| Kávézó zombi                | Iggy Pop           | nem szólal meg     |
| Kávézó zombi                | Sara Driver        | nem szólal meg     |
| Bob "Remete Bob"            | Tom Waits          |                    |
| Mallory O'Brien             | Carol Kane         |                    |

### Magyar változat
- Főcím: Korbuly Péter
- Magyar szöveg: Tóth Róbert
- Hangmérnök és vágó: Géczy Levente
- Gyártásvezető: Kassai Zsuzsa
- Szinkronrendező: Pesti Zsuzsanna
- Produkciós vezető: Jávor Barbara

A szinkront a Direct Dub Studios készítette el.

## A film készítése
2018 februárjában, a Kutyák szigetének sajtóturnéja során Bill Murray és Tilda Swinton bejelentették, hogy részt vesznek a Jim Jarmusch által rendezett zombifilmben. 2018 júliusában bejelentették, hogy Adam Driver, Selena Gomez, Chloë Sevigny, Austin Butler, Steve Buscemi, Tilda Swinton és Caleb Landry Jones csatlakozott a szereplőgárdához. A film producerei Joshua Astrachan és Carter Logan voltak, a filmet a Focus Features forgalmazza.
A forgatás New York-tól északra fekvő kis településeken és azok környékén zajlott, többek között; Ancram, Elizaville, Fleischmanns és Margaretville (New York).

## Bemutató
A holtak nem halnak meg világpremierje 2019. május 14-én volt a Cannes-i Filmfesztivál nyitófilmjeként. Az Amerikai Egyesült Államokban 2019. június 14-én, az Egyesült Királyságban pedig 2019. július 12-én mutatták be a mozikban. A stúdió 2-3 millió dollárt költött belföldi promócióra.